# Franz Gottlieb Spöckner
Franz Gottlieb Spöckner (* 31. August 1706; † 15. Mai 1767 in Salzburg) war Tänzer sowie höfischer Tanzmeister in Salzburg.
Am 3. Dezember 1723 wurde er an der Salzburger Universität immatrikuliert. Nach dem Ableben seines Vaters, Johann Lorenz Spöckner, trat Franz Gottlieb Spöckner mit 1. August 1737 die Stelle als Tanzmeister des fürsterzbischöflichen Hofes zu Salzburg an. Bereits ab 1733 richtete er Redouten aus. Am 9. September 1739 erwarb er käuflich von seiner Mutter Anna Eva Spöckner das Tanzmeisterhaus.
Franz Gottlieb Spöckner war mit Leopold Mozart, der 1743 nach Salzburg kam, befreundet. Am 21. November 1747 heiratete Leopold Mozart im Salzburger Dom die aus St. Gilgen stammende Anna Maria Pertl, wobei Spöckner Leopold Mozarts Trauzeuge war.
Spöckner gab Mozarts Kindern Maria Anna (Nannerl) und Wolfgang ersten Tanzunterricht. Am 1. September 1761 trat Wolfgang Mozart in dem Schuldrama „Sigismundus, Hungariae Rex“, zu dem Spöckner die Tänze choreographiert hatte, als einer der Tänzer auf.
Am 6. Februar 1767 machte Franz Gottlieb Spöckner sein Testament. Am 15. Mai 1767 wurde er im Alter von 60 Jahren am Friedhof zu St. Sebastian (Linzergasse) in Salzburg begraben. Franz Gottlieb Spöckner war ledig und hatte auch keine Kinder. Nach seinem Tod ging das Tanzmeisterhaus mittels testamentarischer Verfügung an seine Verwandte Maria Anna Raab über, welche aus der Mozart-Korrespondenz besser unter ihrem Kosenamen „Danzmeister Mitzerl“ bekannt ist.
Ab 1773 bewohnte Leopold Mozart mit seiner Familie und der Dienstmagd den ersten Stock des Tanzmeisterhauses.